# ريتشارد بي. ماتي
ريتشارد بي. ماتي هو سياسي أمريكي، ولد في 16 سبتمبر 1932، وتوفي في 21 أبريل 2019. نشط حزبياً في الحزب الجمهوري. وقد انتخب عضو جمعية ولاية ويسكونسن ‏.